# Batalha de Zela (67 a.C.)
A Batalha de Zela, que não deve ser confundida com a muito mais famosa batalha homônima de 47 a.C., foi travada perto da cidade de Zela, no Reino do Ponto, durante a Terceira Guerra Mitridática. Apesar da vitória contra os romanos e de ter conseguido reclamar seu antigo reino depois de várias derrotas e revezes, a sorte de Mitrídates VI durou pouco, pois ele foi definitivamente derrotado depois por Pompeu, o Grande.

## Contexto
Na primavera de 67 a.C., a maior parte das tropas romanas haviam recuado do Ponto para a Mesopotâmia. Duas legiões "fímbrias" (cerca de 12 000 homens) — assim chamadas por terem pertencido a Caio Flávio Fímbria, um violento aliado de Caio Mário e ardente defensor dos populares — se recusaram a continuar a marcha enquanto Lúcio Licínio Lúculo, um optimate (aristocrata), estivesse à frente do exército romano e acabaram sendo atacadas por Mitrídates. O legado Caio Valério Triário, que estava no comando, mobilizou escravos para lutar juntamente com os legionários, mas os pônticos foram vitoriosos. Os romanos perderam cerca de 500 homens e recuaram. Mitrídates foi ferido no rosto por uma flecha, mas se recuperou em poucos dias.

## Batalha
A batalha de Zela, a segunda na campanha de 67 a.C., foi uma tentativa dos romanos de reconquistar o controle depois desta derrota tática para Mitrídates. O combate foi precedido por um estranho tornado, que ambos os lados consideraram como sendo um sinal para uma batalha final e decisiva. Os romanos atacaram o acampamento pôntico à noite e a primeira carga foi repelida. Os romanos foram forçados de volta para suas trincheiras, que logo "estavam entupidas de romanos mortos". Mitrídates foi novamente ferido e novamente foi curado por um xamã chamado Agari com veneno de cobra. Horas depois de seu ferimento quase mortal, Mitrídates já estava de volta ao combate. Desta vez, porém, os romanos já haviam conseguido fugir deixando para trás 7 000 mortos, incluindo 24 tribunos e 150 centuriões.